# Radvanice (Velhartice)
Radvanice jsou malá vesnice, část obce Velhartice v okrese Klatovy v Plzeňském kraji. Nachází se asi 3,5 kilometru jihozápadně od Velhartic. Radvanice leží v katastrálním území Radvanice u Chotěšova o rozloze 3,35 km². V katastrálním území Radvanice u Chotěšova leží i Jarkovice.

## Historie
První písemná zmínka o vesnici pochází z roku 1412.

## Obyvatelstvo
| Rok            | 1869 | 1880 | 1890 | 1900 | 1910 | 1921 | 1930 | 1950 | 1961 | 1970 | 1980 | 1991 | 2001 | 2011 | 2021 |
| -------------- | ---- | ---- | ---- | ---- | ---- | ---- | ---- | ---- | ---- | ---- | ---- | ---- | ---- | ---- | ---- |
| Počet obyvatel | 78   | 78   | 86   | 55   | 51   | 63   | 63   | 36   | 32   | 18   | 12   | 6    | 5    | 1    | 1    |
| Počet domů     | 8    | 9    | 9    | 9    | 9    | 9    | 9    | 8    | 8    | 5    | 4    | 4    | 7    | 7    | 7    |

## Obecní správa
Při sčítání lidu v letech 1850–1960 Radvanice byly osadou obce Kunkovice v okrese Sušice. V letech 1961–1976 byly částí obce Chotěšov v okrese Klatovy. Od 30. dubna 1976 jsou částí obce Velhartice v okrese Klatovy.

## Pamětihodnosti
- Dům čp. 2

## Galerie

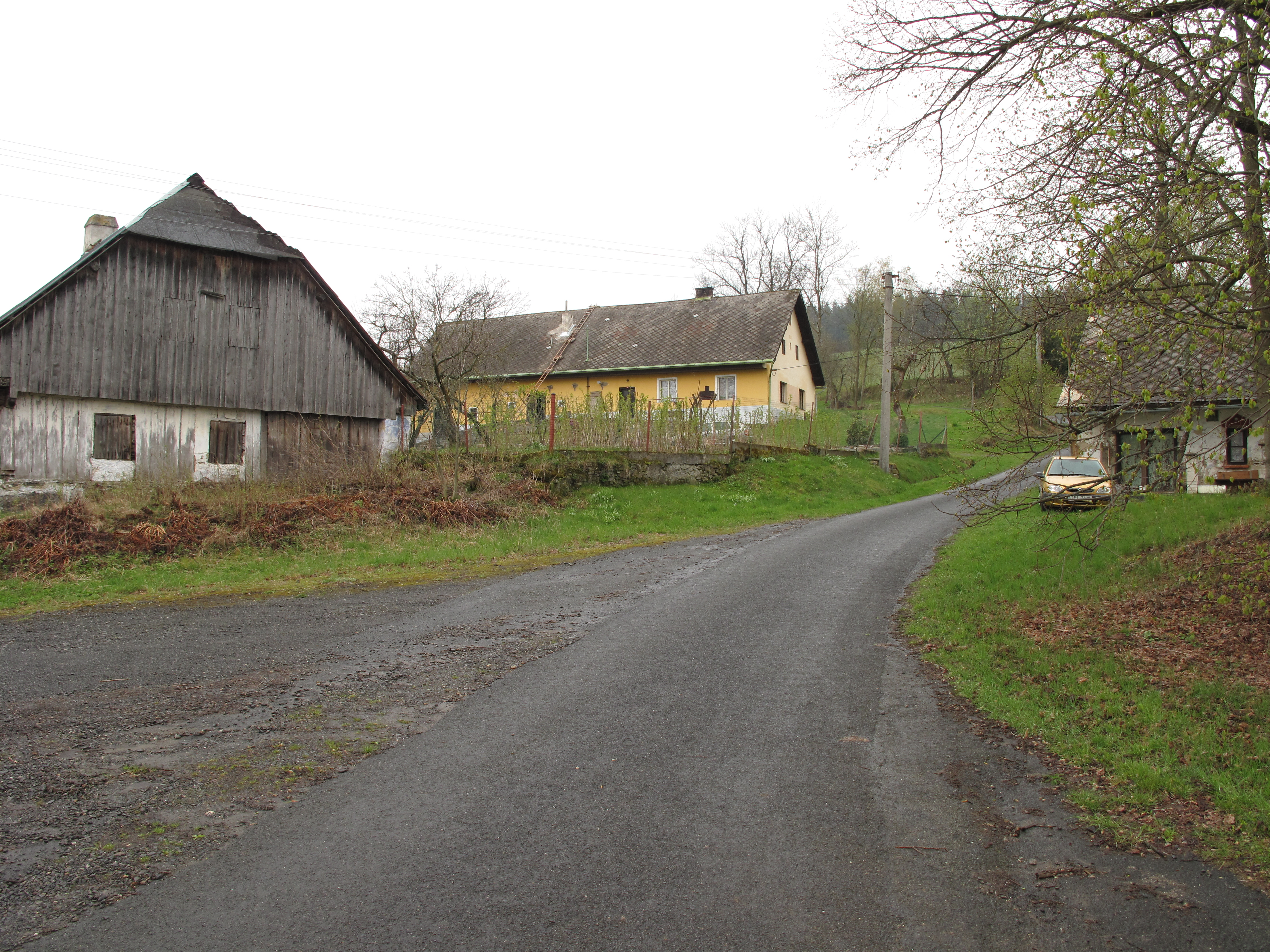
Místní usedlosti
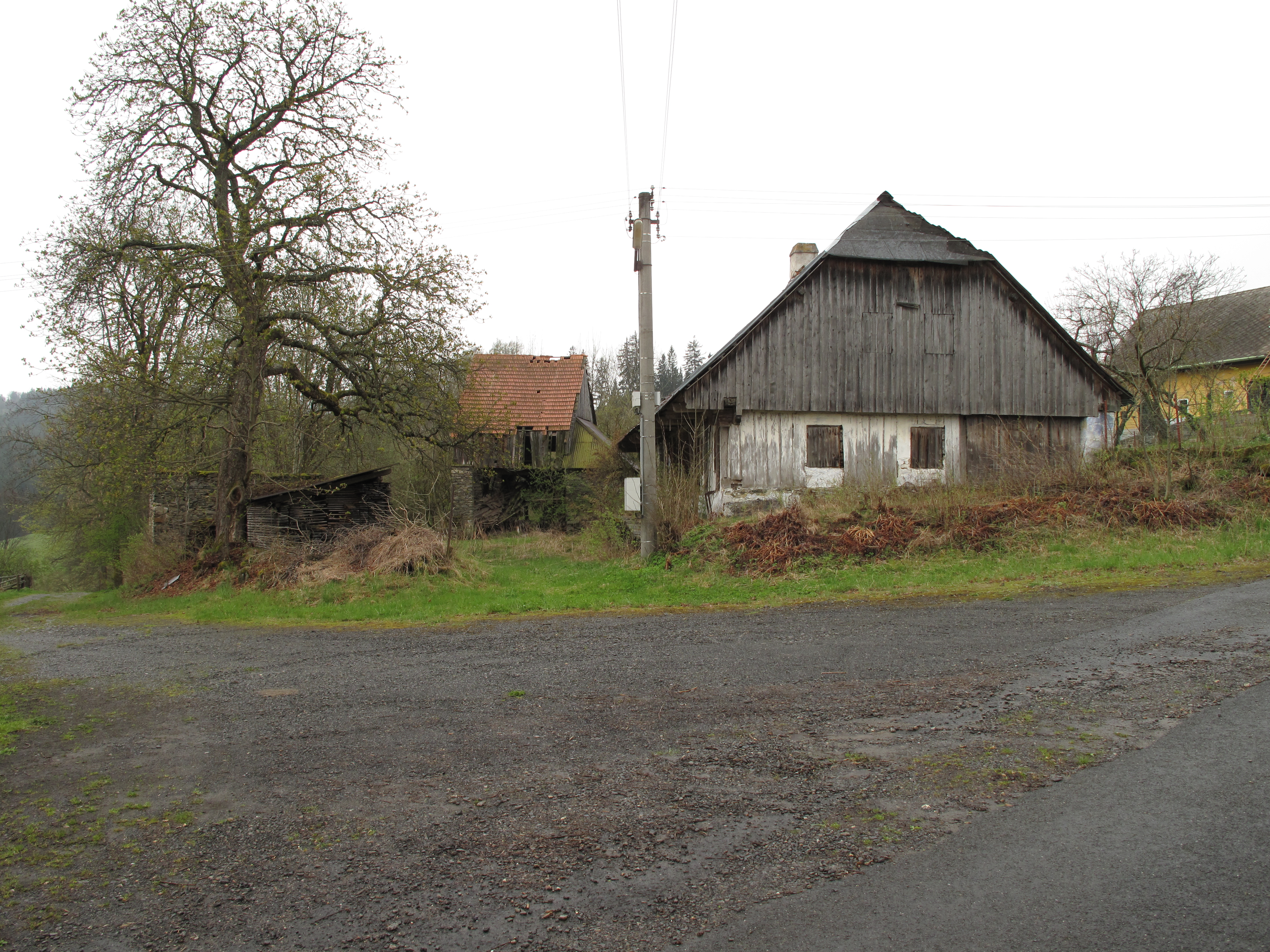
Opuštěná usedlost
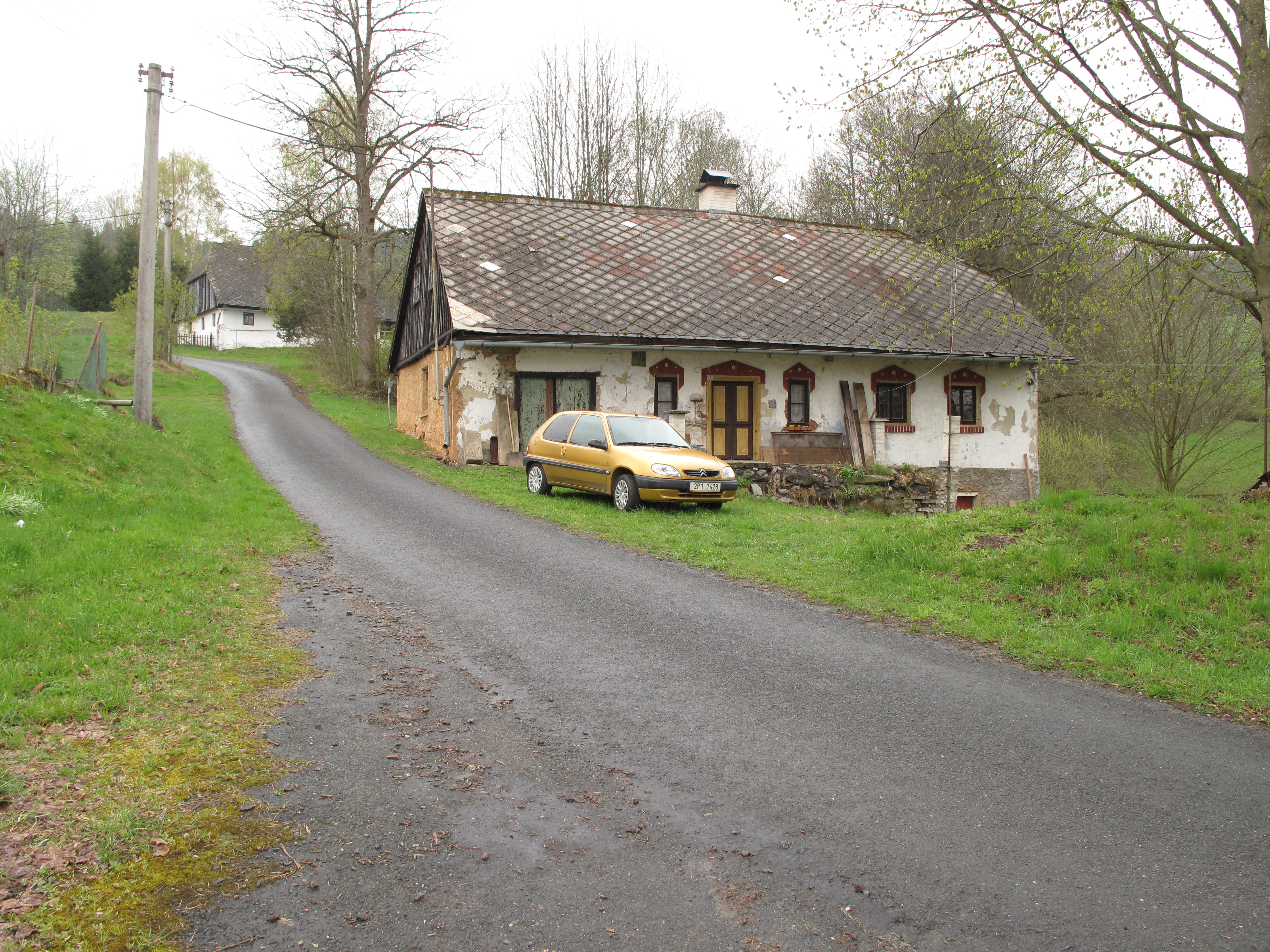
Dům v Radvanicích